# ديفيد بالدوين
ديفيد بالدوين (بالإنجليزية: David Baldwin)‏ هو محاضر ومؤرخ بريطاني، ولد في 22 ديسمبر 1946، وتوفي في 4 أبريل 2016.